# 바비 포르테사
바비 포르테자(Barbie Forteza, 1997년 7월 31일~)는 필리핀의 배우이다.

## 참여 작품

### TV 시리즈
- 제네시스 (드라마)
- 하프 시스터스
- 멘트 투 비
- 슈퍼 맘
- 함께 행복
- 카라 미아
- 숨겨진 거짓말
- 마리아 클라라 앗 이바라

### TV 버라이어티 쇼
- 잇츠 쇼타임 (텔레비전 프로그램)

### TV 코미디 쇼
- 페피토 마날로토

### TV 앤솔로지
- 마이닐라
- 마그파카일란만
- 와가스